# Prosaptia koitakiensis
Prosaptia koitakiensis är en stensöteväxtart som beskrevs av Barbara S. Parris. Prosaptia koitakiensis ingår i släktet Prosaptia och familjen Polypodiaceae. Inga underarter finns listade.